# Ostap Hohol
Ostap Hohol, pol. Eustachy Hohoł, herbu Jastrzębiec (ukr. Остап (Євстафій) Гоголь ; ur. pocz. XVII w. w Hohołach, powiat latyczowski, zm. 9 stycznia 1679 w Dymerze, powiat kijowski) – pułkownik wojsk zaporoskich, od 1675 do 1679 hetman nakaźny Prawobrzeżnej Ukrainy.

## Życiorys
Ostap Hohol urodził się w rodowym majątku Hohoły (ukr. Гоголі, Hoholi), położonym koło miejscowości Żeniszkowce na Podolu. Pochodził z ruskiego uszlachconego rodu Hohoł (Hohol), polskiego herbu Jastrzębiec.
Brał udział w powstaniu Chmielnickiego. Od 1658 roku aż do jego rozwiązania w 1676 roku był pułkownikiem pułku mohylowskiego podolskiego (pułku dniesterskiego), a w 1649 i ponownie w 1674 pułkownikiem pułku winnickiego. W 1676 roku został mianowany przez Jana III Sobieskiego hetmanem prawobrzeżnej Ukrainy, zastępując Mychajło Chanenkę. Zmarł w 1679 roku w swojej hetmańskiej rezydencji w podkijowskim Dymerze i został pochowany w Kijowie w Monasterze Międzygórskim.
Uważany jest za przodka Nikołaja Gogola.